# 皮拉伊诺
皮拉伊诺（義大利語：Piraino），是意大利西西里大区墨西拿廣域市的一个市镇。总面积17平方公里，人口3989人，人口密度234.6人/平方公里（2009年）。ISTAT代码为083068。